# Palaemon paucidens
Palaemon paucidens är en kräftdjursart som beskrevs av de Haan 1844. Palaemon paucidens ingår i släktet Palaemon och familjen Palaemonidae. Inga underarter finns listade i Catalogue of Life.

## Bildgalleri

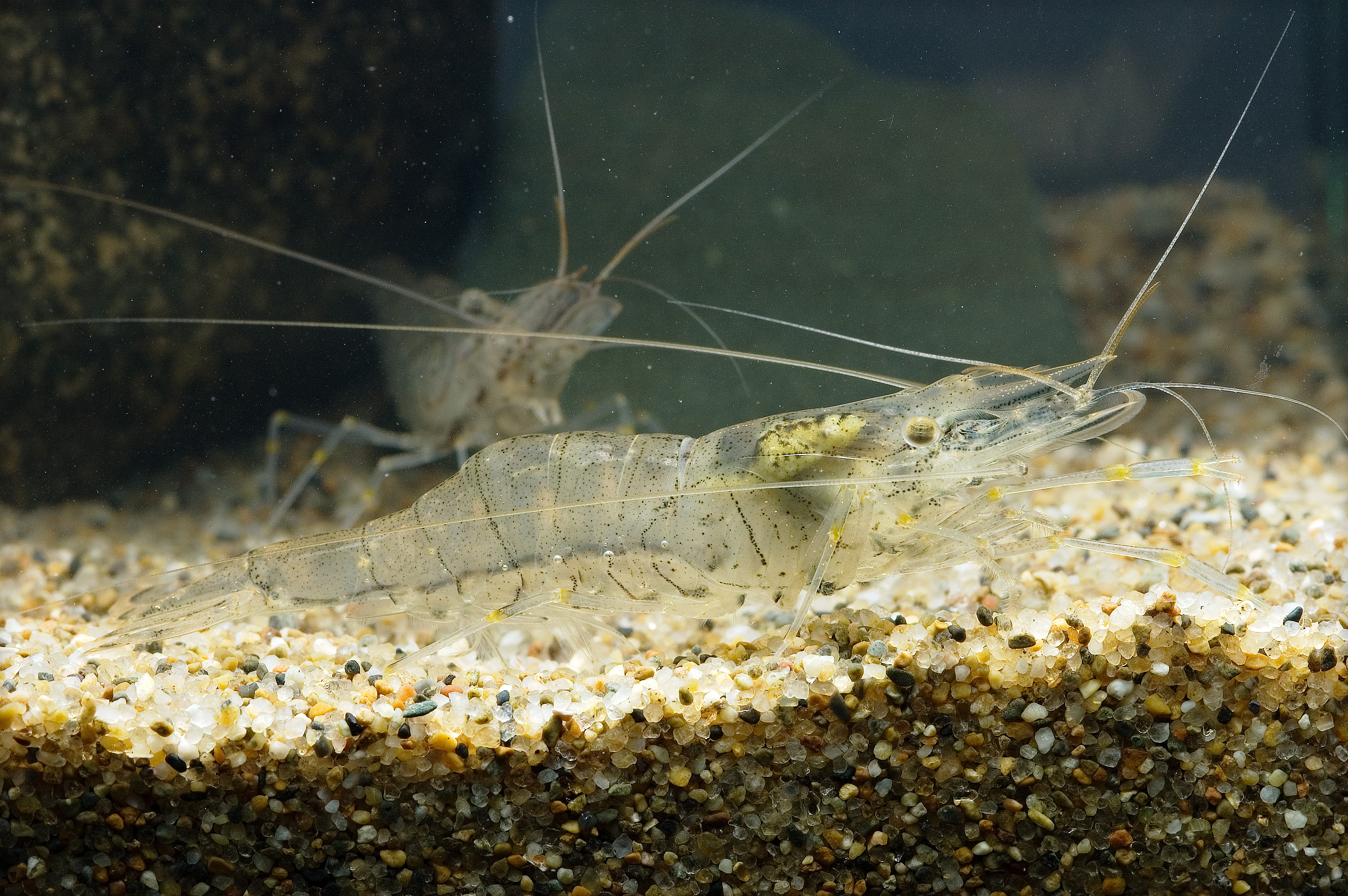
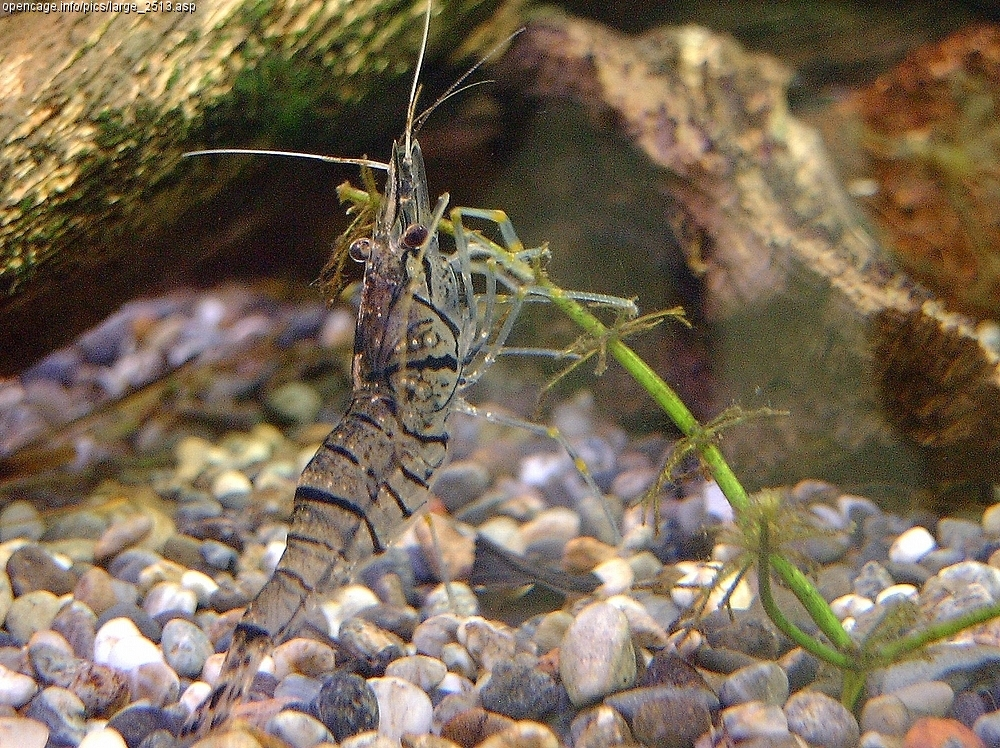